# Danh sách chuyến lưu diễn của SGO48
Nhóm nhạc nữ Việt Nam SGO48 đã tham gia chuyến lưu diễn đầu tay của AKB48 Group mang tên AKB48 Group Asia Festival 2019 in Bangkok tại IMPACT Muang Thong Thani, Thái Lan vào ngày 24 tháng 8, 2019. Tiếp đó là chuyến lưu diễn AKB48 Group Asia Festival 2019 in Shanghai tại Trung tâm hội nghị và triển lãm quốc gia NECC, Trung Quốc vào ngày 24 tháng 8, 2019.

## Chuyến lưu diễn

### AKB48 Group Asia Festival 2019 in Bangkok
Mini-concert Set

Act 1
1. Overtune
2. Aitakatta

Act 2
1. SGO48

Main Set

Act 1
1. Overtune (Cùng với AKB48 Group)
2. Aitakatta (Cùng với AKB48 Group) (All language ver.)
3. AKB48 (Cùng với AKB48 Group) (All language ver.)

Act 2
1. Shonichi (Ngày đầu tiên)
2. Shōjotachi yo (Các bạn gái tôi ơi)

Act 3
1. Heavy Rotation (Cùng với AKB48 Group) (Japanese ver.)

Act 4
1. Tenshi no shippo (Anna cùng với Lưu Niệm (AKB48 Team SH), Tẩy Địch Kỳ (AKB48 Team TP) (Chinese + Vietnamese ver.)
2. Blue rose (Kaycee cùng với Sheki (MNL48), Cindy Yuvia (JKT48), Pun (BNK48) (Filipino + Indonesian + Thai + Vietnamese ver.)

Act 5
1. Kimi no koto ga suki dakara (Cùng với AKB48 Group) (Japanese ver.)
2. After rain (Cùng với AKB48 Group) (Japanese ver.)
3. Everyday, kachūsha (Cùng với AKB48 Group) (Japanese ver.)
4. Sakura no hanabiratachi (Cùng với AKB48 Group) (Filipino + Japanese ver.)

Encore
1. AKB festival (Cùng với AKB48 Group) (Japanese ver.)
2. Koisuru fortune cookie (Cùng với AKB48 Group) (Japanese ver.)

### AKB48 Group Asia Festival 2019 in Shanghai
Mini-concert Set

Act 1
1. Overtune (Cùng với AKB48 Group)
2. Aitakatta (Cùng với AKB48 Group)

Act 2
1. Heavy rotation
2. SGO48
3. Namida surprise (Nước mắt bất ngờ)
4. Kokoro no placard (Japanese ver.)

Act 3
1. Koisuru fortune cookie (Cùng với AKB48 Group) (Chinese + Filipino + Japanese + Indonesian + Thai ver.)

Main Set

Act 1
1. Overtune (Cùng với AKB48 Group)
2. AKB sanjō (Cùng với AKB48 Group) (Chinese ver.)
3. Aitakatta (Cùng với AKB48 Group) (Japanese + Indonesian + Thai ver.)
4. Only today (Cùng với AKB48 Group) (All language ver.)

Act 2
1. Ponytail to shushu (Tóc đuôi ngựa và scrunchie)
2. 365 nichi kamihikōki (365 ngày máy bay giấy)

Act 3
1. River (Cùng với AKB48 Group) (Japanese ver.)

Act 4
1. Nageki no figure (Linh Mai cùng với Adhisty Zara (JKT48), Noey và Pun (BNK48)) (Japanese ver.)
2. Kiseki wa ma ni awanai (Sachi cùng với Sheki (MNL48) và Mao Duy Gia (AKB48 Team SH) (Japanese ver.)

Act 5
1. Nante suteki na sekai ni umareta no darō (Cùng với AKB48 Group) (Japanese ver.)
2. Honest man (Cùng với AKB48 Group) (Japanese ver.)
3. 365 nichi kamihikōki (Cùng với AKB48 Group) (EDM Remix ver.) (Japanese ver.)
4. Flying get (Cùng với AKB48 Group) (EDM Remix ver.) (Japanese ver.)
5. Heavy rotation (Cùng với AKB48 Group) (EDM Remix ver.) (All language ver.)
6. Koisuru fortune cookie (Cùng với AKB48 Group) (EDM Remix ver.) (Chinese + Filipino + Japanese + Indonesian + Thai ver.)
7. Ponytail to shushu (Cùng với AKB48 Group) (EDM Remix ver.) (Japanese ver.)
8. Yūhi wo miteiru ka? (Cùng với AKB48 Group) (All language ver.)

Encore
1. AKB festival (Cùng với AKB48 Group) (Japanese ver.)
2. Koisuru fortune cookie (Cùng với AKB48 Group) (All language ver.)
3. Kimi to niji to taiyō to (Cùng với AKB48 Group) (Japanese ver.)

### Danh sách và thống kê
| Năm  | Chuyến lưu diễn                            | Thành viên                                                                          | Ngày             | Thành phố  | Quốc gia   | Địa điểm                                      | Người tham dự |
| 2019 | AKB48 Group Asia Festival 2019 in Bangkok  | Anna, Hikari, Janie, Kaycee, Lệ Trang, Linh Mai, Mon, Sachi, Trúc Phạm, Trùng Dương | 27 tháng 1, 2019 | Băng Cốc   | Thái Lan   | IMPACT Muang Thong Thani                      | 12.000        |
| 2019 | AKB48 Group Asia Festival 2019 in Shanghai | Ánh Sáng, Anna, Janie, Kaycee, Linh Mai, Mochi, Sachi, Thu Nga                      | 24 tháng 8, 2019 | Thượng Hải | Trung Quốc | Trung tâm hội nghị và triển lãm quốc gia NECC | 26.000        |